# Luccari
La famiglia Luccari (nelle fonti anche Lucari, Lucaro, Luchari o de Lucarçe, in croato anche Lukarić o Lukarević) fu una famiglia nobile della Repubblica di Ragusa.

## Storia
Le origini della famiglia rimangono per lo più oscure, ma il nome Luccari o una sua variante - probabilmente un patronimico da Luca - è attestato anche in altre località della Dalmazia: una delle più importanti famiglie aristocratiche di Spalato fra il XIII e il XVI secolo fu quella dei Lucari (o Luccaris, de Lucaris, Luchari), probabilmente di ascendenza comune, pur se con blasone diverso. Un'antica tradizione li vuole comunque provenienti da Alessio in Albania, agli inizi del X secolo.
Nel XIV secolo, i Luccari diedero alla Repubblica di Ragusa ben 128 alti funzionari statali, pari al 3,43% sul totale nell'intero periodo. Allo stesso modo, essi fra il 1440 e il 1640 contarono 77 membri del Maggior Consiglio, pari al 3,50% sul totale. In questi duecento anni, ottennero anche 87 cariche senatoriali (2,66%), 69 volte la qualifica di Rettore della Repubblica (2,90%), 86 membri del Minor Consiglio (3,97%) e 32 Guardiani della Giustizia (3,90%).
La famiglia si estinse con la morte di Giovanni (Ivan) Luccari nel 1707.

## Personalità notabili (in ordine cronologico)
- Matteo Luccari (? - 1444) - Bano della Slavonia, fu coinvolto nella difficile successione dell'imperatore Alberto II. Il figlio Ladislao e i suoi fratelli Pietro e Francesco furono bani di Croazia e Dalmazia, mentre il quarto fratello - Giovanni - fu uomo d'arme e sostenne il primo assedio di Belgrado (1456), di fronte alle armate ottomane di Maometto II.
- Francesca Luccari (? - 1429) - Madre dell'arcivescovo di Spalato Dujam de Judicibus.
- Francesco Luccari (XVI secolo) - Studiò a Firenze, ove acquistò una discreta fama come poeta in lingua italiana, ma non disdegnò nemmeno le composizioni in lingua illirica: cinque sue composizioni furono stampate proprio a Firenze, commiste a quelle del grande poeta raguseo Domenico Ragnina. Versatissimo in lingua greca, tradusse in illirico la tragedia greca (oggi andata perduta) Atalanta.
- Giacomo Luccari (1551 - 1615) - Ambasciatore e in seguito rettore della Repubblica, è noto come storico e annalista. Scrisse il Copioso ristretto degli annali di Ragusa (prima edizione Venezia 1605, seconda edizione Ragusa 1790): un interessante zibaldone di notizie antiche e moderne, storiche e geografiche, caratterizzate però dal fatto di non seguire un preciso ordine, e quindi di non facile consultazione.
- Giovanni Luccari (1621 - ?) - Dotto gesuita, insegnò umane lettere e morali in varie città d'Italia, avendo come discepoli - fra l'altro - il giovane Giovanni Francesco Albani, futuro papa Clemente XI.